# Citroën C3 Aircross
Citroën C3 Aircross — позашляховик, що виготовляється французьким автомобільним брендом Citroën з 2010 року. В той час, як перше покоління на базі Citroën C3 Picasso продавалося тільки в Південній Америці з 2010 року, друге покоління в 2017 році замінює C3 Picasso в Європі.

## Перше покоління (AI58; 2010–2017)

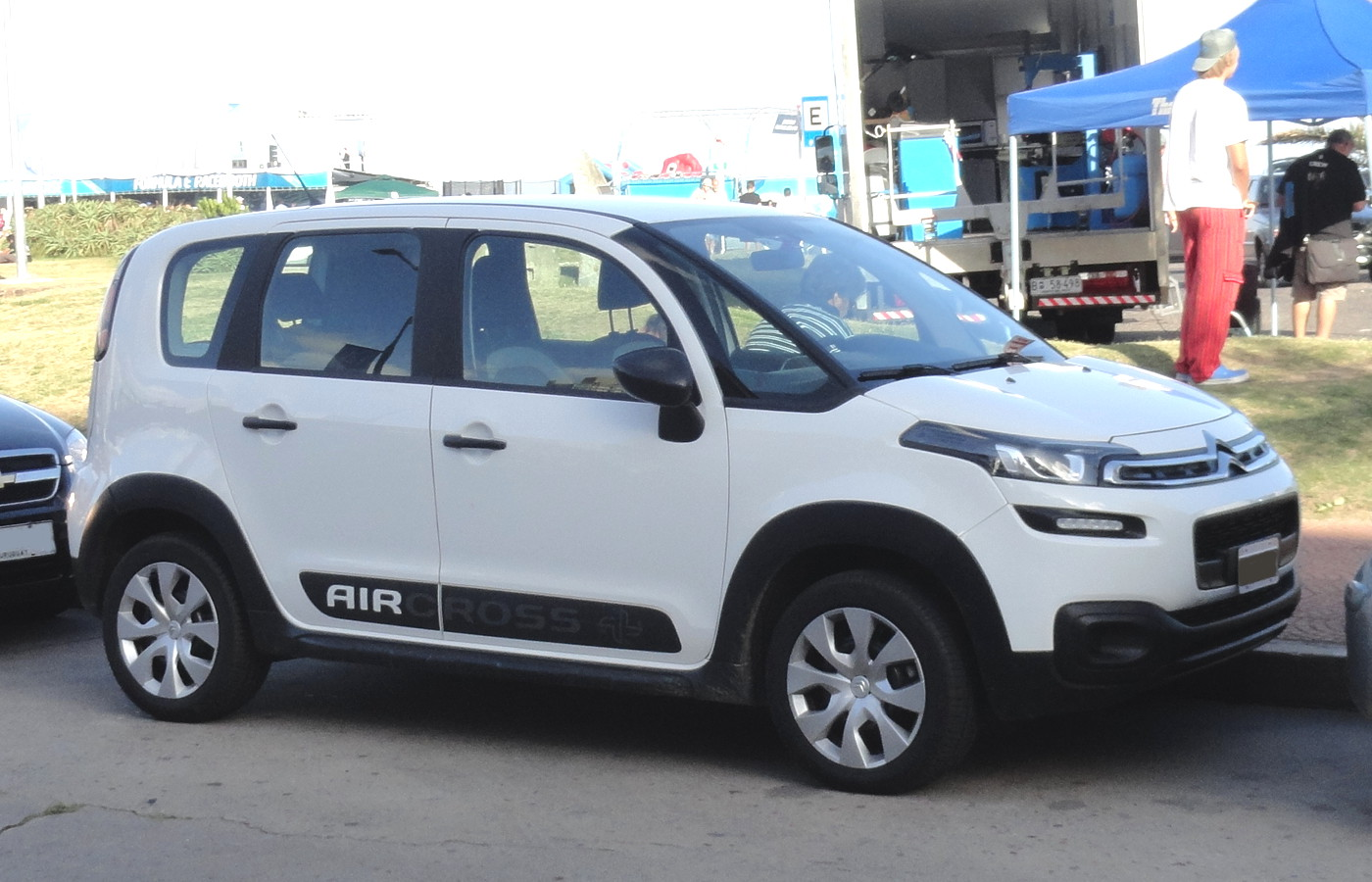
Citroën C3 Aircross І (2015—2017)

Citroën C3 Aircross І (2015—2017)

В 2010 році в Лантинській Америці почалися продажі C3 Aircross першого покоління створеного на основі Citroën C3 Picasso.
В кінці 2015 року представлено модернізовану версію C3 Aircross для Латинської Америки.

### Двигуни
- 1.6 л VTi 16V Р4 110 к.с.
- 1.6 л VTi 16V Р4 113 к.с.
- 1.6 л VTi 16V Р4 115 к.с.
- 1.6 л VTi 16V Р4 122 к.с.

## Друге покоління (A88; 2017–2024)

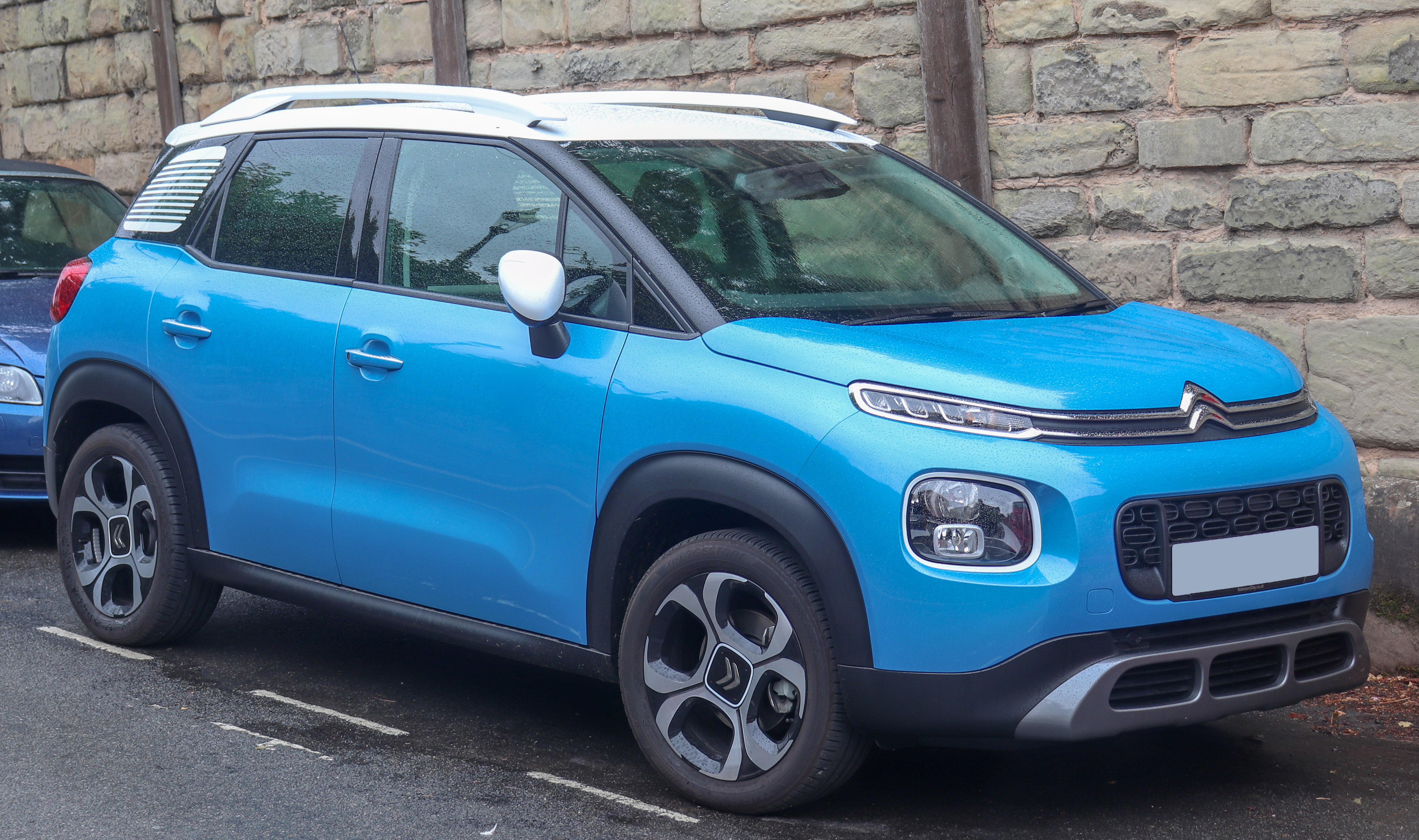
Citroën C3 Aircross ІІ (2017-2021)

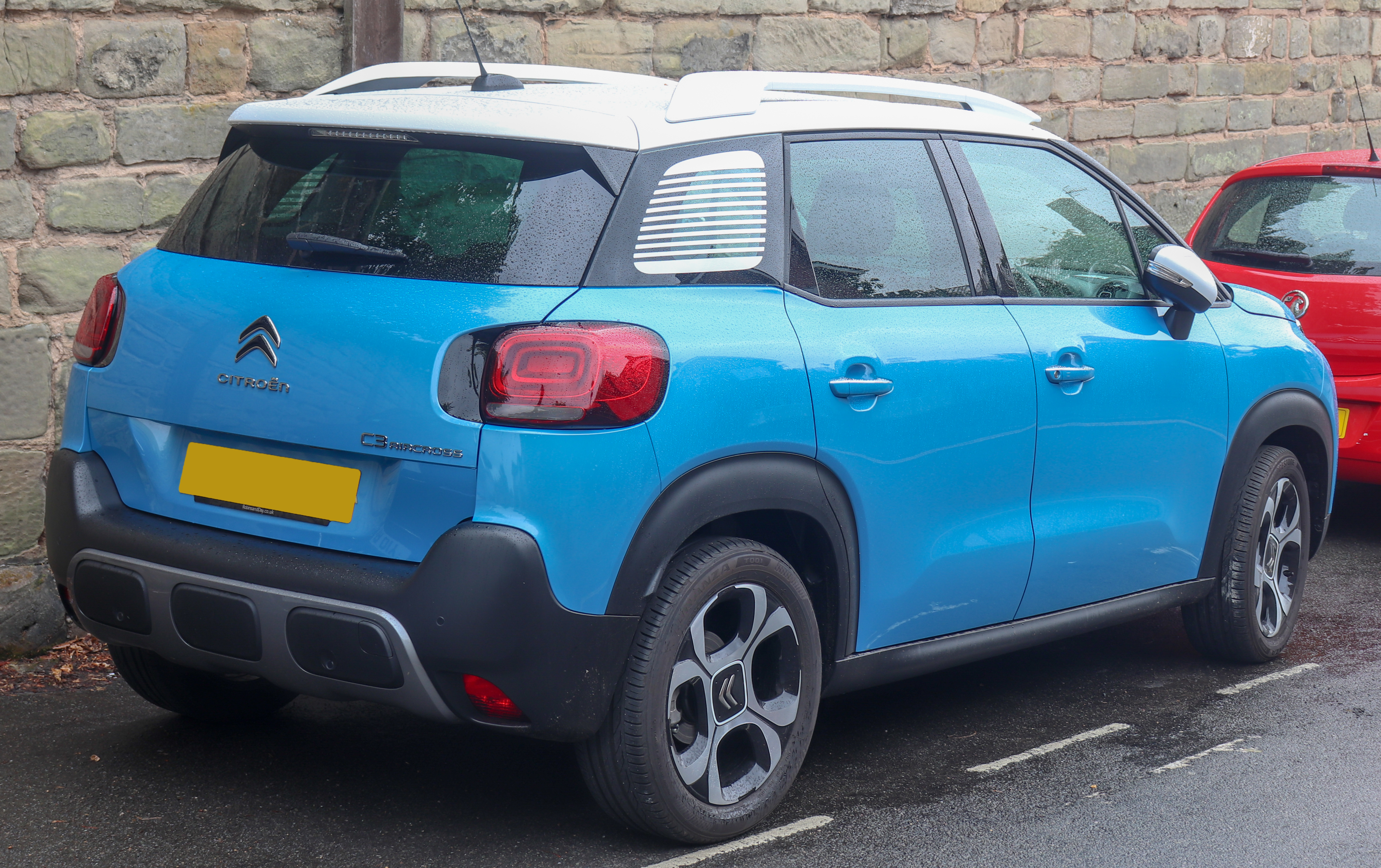
Citroën C3 Aircross ІІ

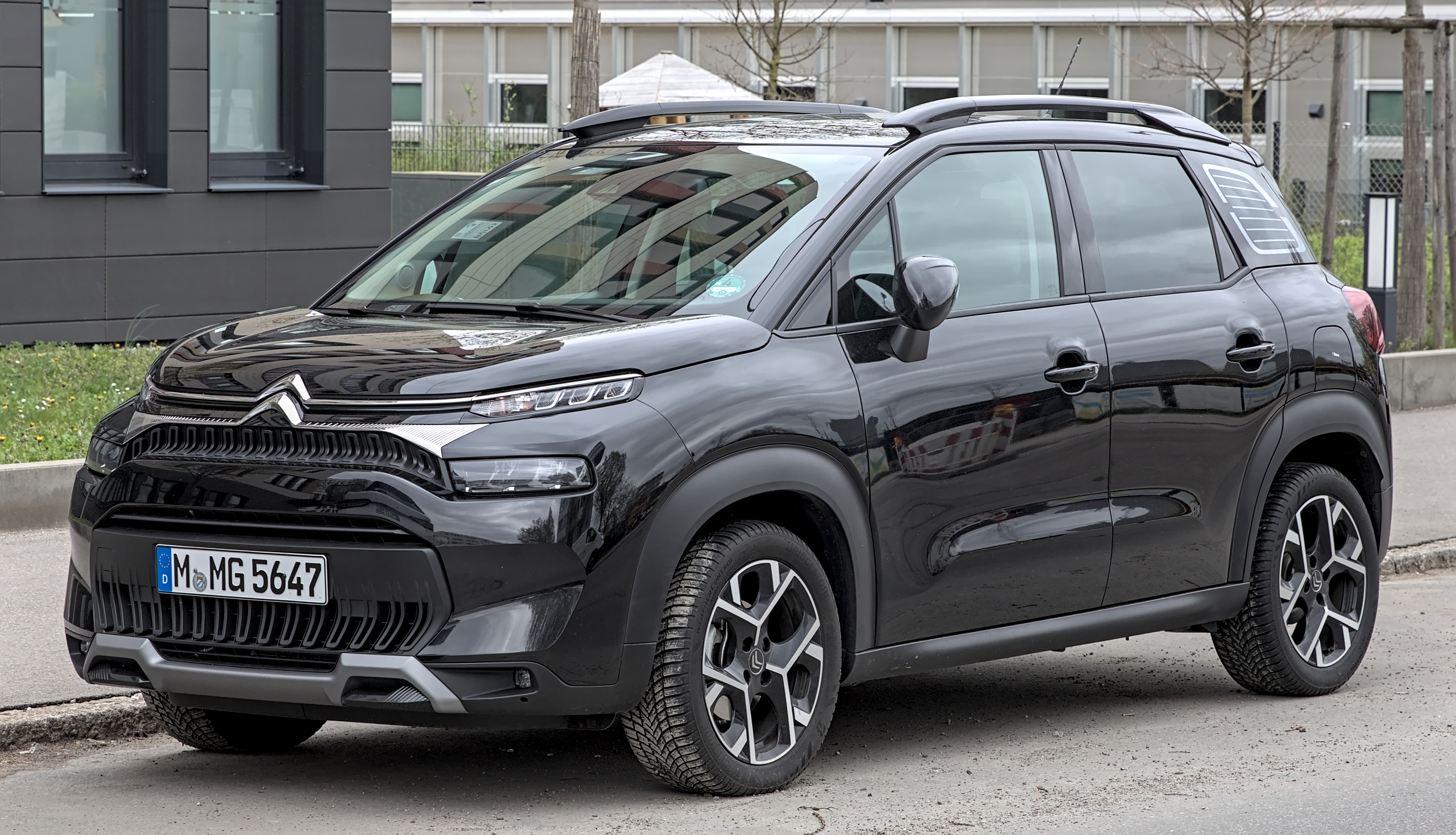
Citroën C3 Aircross ІІ (з 2021)

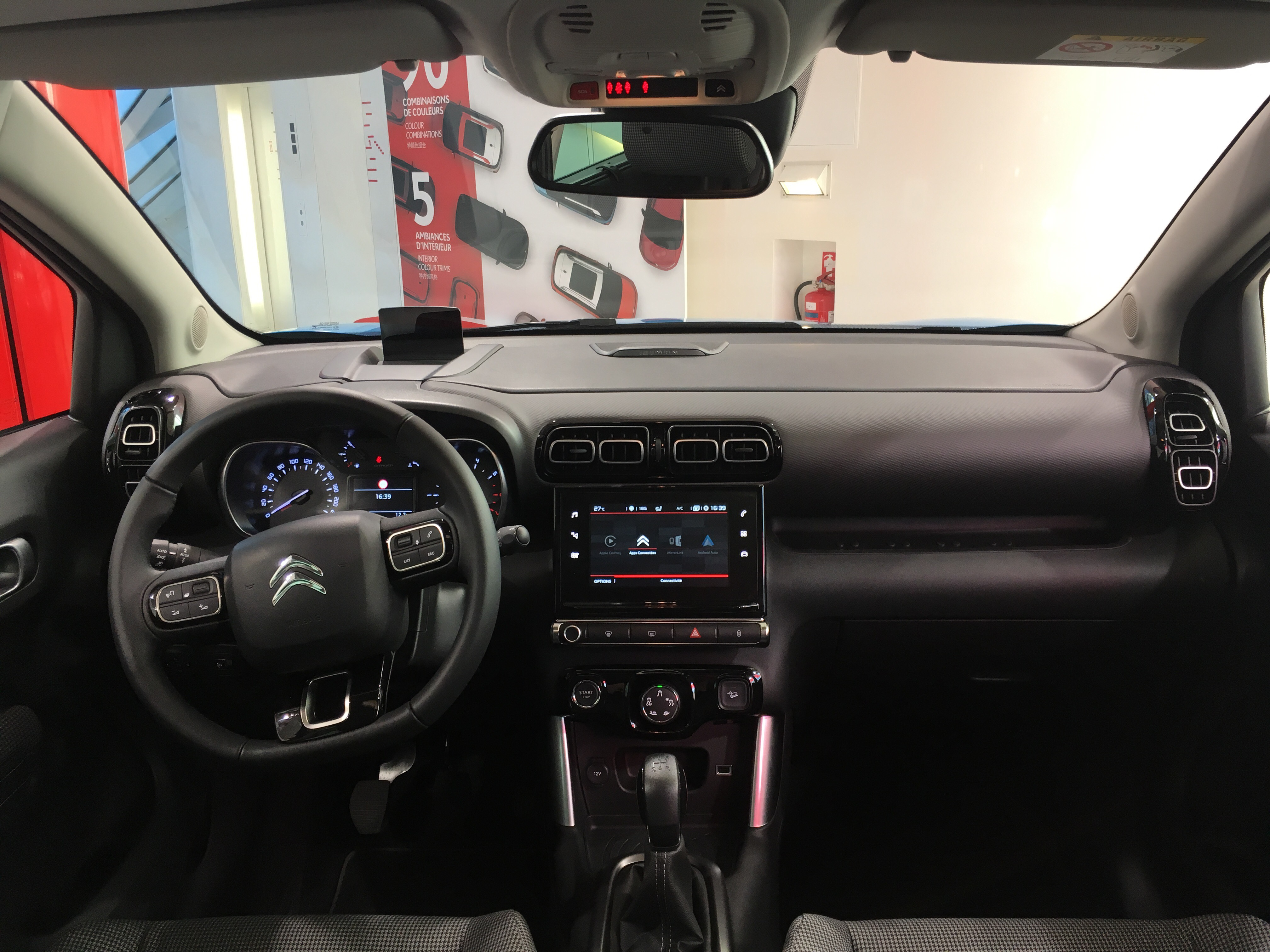
салон

Citroën C3 Aircross другого покоління представлений 12 червня 2017 року в Парижі, громадська прем'єра відбулась на автосалоні в Франкфурті в вересні 2017 року. Citroën C3 Aircross продається з жовтня 2017 року.
Автомобіль збудовано на платформі PF1, що й Peugeot 2008 та новий Opel Crossland X. C3 Aircross поставляється тільки з переднім приводом. Підвіска складається з передніх незалежних стійок McPherson і напівзалежною задньою конструкцією з балкою, що скручується.
C3 Aircross пропонує 5 варіантів обробки для просторого і зручного салону, 90 варіантів колірних комбінацій забарвлення кузова. Новинка укомплектована системою Grip Control® (дозволяє виставити 5 режимів руху: сніг, бруд, пісок, траса або відключити систему стабілізації ESP) з функцією Hill Assist Descent (допомога при спуску зі схилу), збільшеному кліренсу і високій посадці кузова, численним захисним накладок. Компактний SUV Citroën C3 Aircross має просторий салон, завдяки панорамним скляним даху.
Багажник у C3 Aircross — 410 або 520 л (задні сидіння рухаються в діапазоні 150 мм) і він — з підпіллям. Можна скласти спинки заднього ряду (разом або окремо), і тоді обсяг багажника збільшитися до 1289 л. А якщо скласти спинку і переднього пасажирського сидіння, то в C3 Aircross можна перевозити довгоміри в 2,4 м. Плюс — великий бардачок, в який влазить навіть 1,5-літрова пляшка, також тут передбачена підсвічування і охолодження.
Руху заднім ходом допомагає камера заднього виду Top Rear Vision і датчики паркування. Вони б'ють на сполох, коли до реальної перешкоди залишається 30-40 сантиметрів.
Для зручності водія Citroen C3 Aircross обладнаний кольоровим проєкційним дисплеєм. На ньому відображається інформація про швидкість, дорожні знаки та картинка зі «сліпих» зон.
Автомобіль відрізняється підвищеним рівнем безпеки: новинка може бути оснащена 12 системами допомоги водієві, які прямо впливають на безпеку їзди, а також недавно заслужила максимальну оцінку «5 зірок» в незалежних краш-тестах EuroNCAP. Безпеку покращує наявна система контролю мертвих зон Blind Spot Monitoring System, яка червоними вогниками в зовнішніх дзеркалах попереджає про небезпеку на паралельних смугах позаду автомобіля.

### Двигуни
| Модель       | Об'єм см³ | Циліндри/ Клапани | Потужність кВт (к.с.) при об/хв | Крутний мемент Нм при об/хв | Роки виробництва |           |           |
| Бензинові    | Бензинові | Бензинові         | Бензинові                       | Бензинові                   | Бензинові        | Бензинові | Бензинові |
| ------------ | --------- | ----------------- | ------------------------------- | --------------------------- | ---------------- | --------- | --------- |
| 1.2 PureTech | 1199      | 3/12              | 60 (82) / 5750                  | 118 / 2750                  | з 11/2017        |           |           |
| 1.2 PureTech | 1199      | 3/12              | 81 (110) / 5500                 | 205 / 1500                  | з 11/2017        |           |           |
| 1.2 PureTech | 1199      | 3/12              | 96 (130) / 5500                 | 230 / 1750                  | з 11/2017        |           |           |
| Дизельні     |           |                   |                                 |                             |                  |           |           |
| 1.5 BlueHDi  | 1499      | 4/16              | 75 (102) / 3750                 | 250 / 1750                  | з 08/2018        |           |           |
| 1.5 BlueHDi  | 1499      | 4/16              | 88 (120) / 3500                 | 300 / 1750                  | з 08/2018        |           |           |
| 1.6 BlueHDi  | 1560      | 4/16              | 73 (99) / 3750                  | 254 / 1750                  | 11/2017–07/2018  |           |           |
| 1.6 BlueHDi  | 1560      | 4/16              | 88 (120) / 3500                 | 300 / 1750                  | 11/2017–07/2018  |           |           |

## Третє покоління (CC24)

### Європа (з 2024)

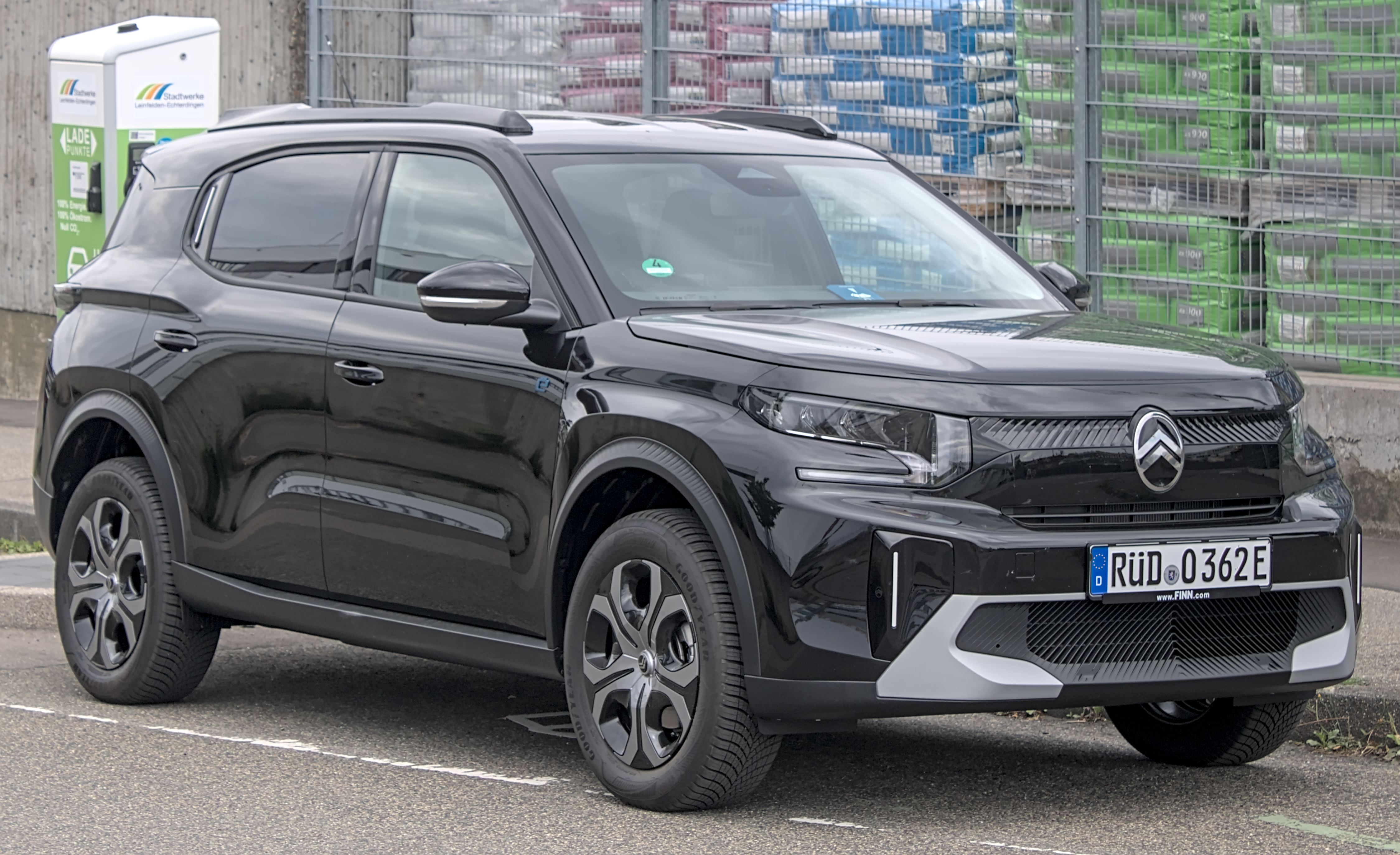
Citroën C3 Aircross (2024)

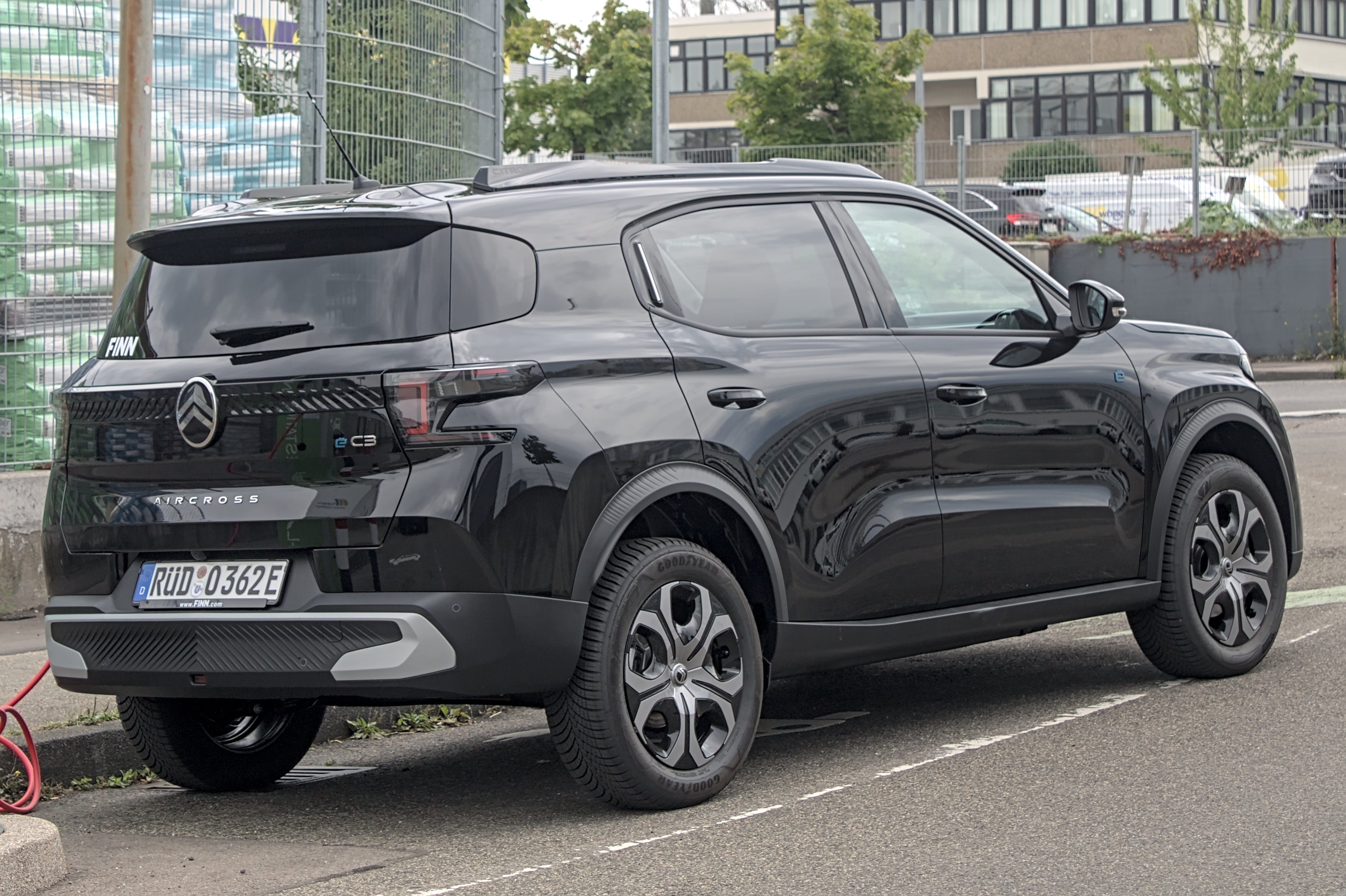

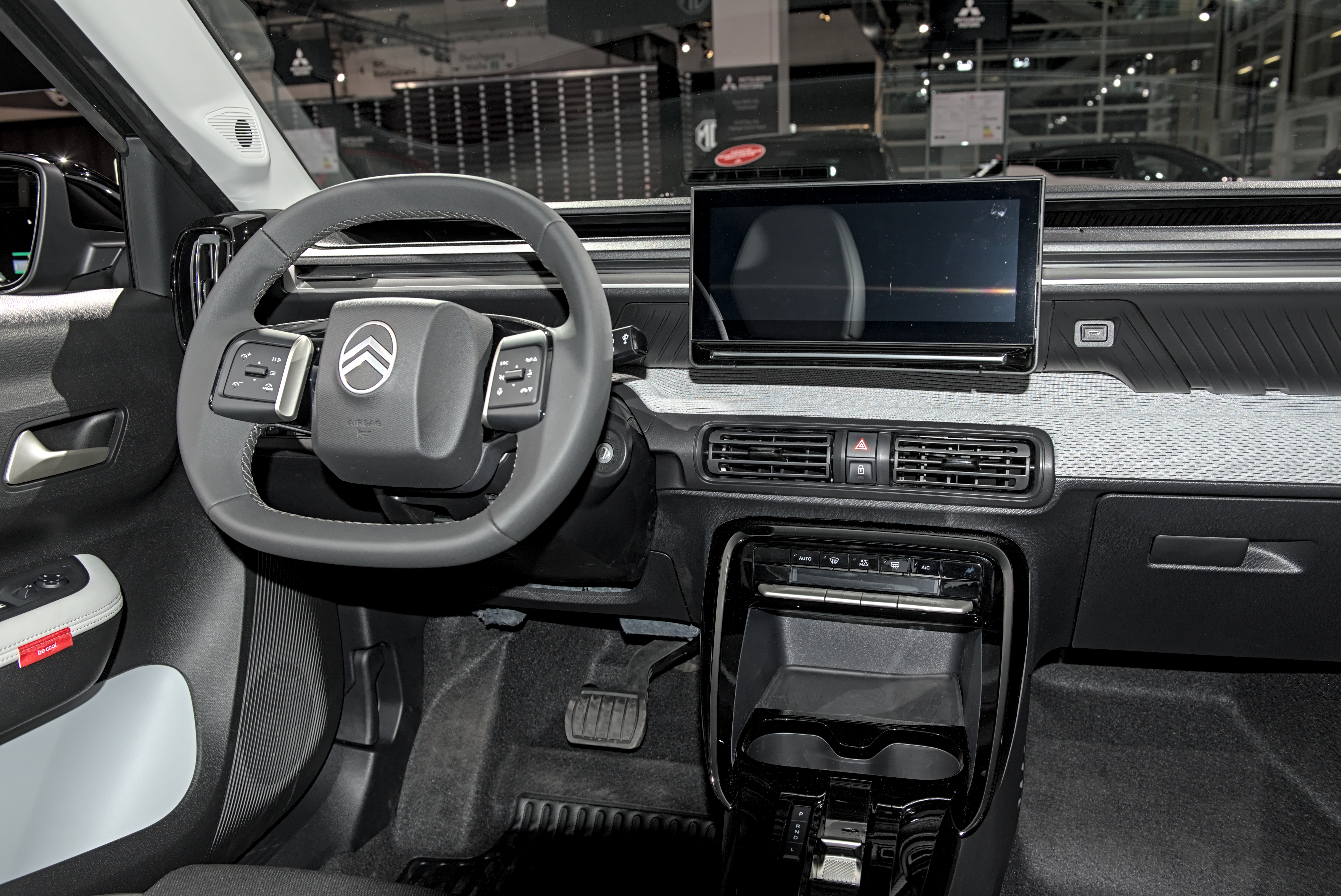

Друге покоління C3 Aircross для європейського ринку було представлено 18 квітня 2024 року. Повні характеристики, включаючи фотографії салону, були оприлюднені 19 червня. Він побудований на платформі Smart Car Platform, що лежить в основі Opel Frontera, і буде доступний з бензиновими м’якими гібридами та акумуляторними електричними силовими агрегатами. Вперше у своєму сегменті він пропонується з 7-місною опцією та першим позашляховиком B-SUV, який продаватиметься в Європі за ціною менше 20 000 євро за версію ICE.
У порівнянні з C3 Aircross для індійського ринку, європейська версія C3 Aircross використовує іншу передню панель із повністю світлодіодним освітленням, останні логотипи Citroën, інший дизайн легкосплавних дисків, інший дизайн фар і задніх ліхтарів, а також інший передній і задній бампери. . Він має елементи дизайну, попередньо представлені концептом Oli у 2022 році.
Інтер’єр C3 Aircross схожий на C3, вирізняючись концепцією C-Zen Lounge з проекційним дисплеєм Citroën і кермом із плоским дном. Як і C3, він матиме підвіску Citroën Advanced Comfort® разом із новими сидіннями Citroën Advanced Comfort®.
C3 Aircross буде доступний з двома двигунами: 1,2-літровим PureTech Turbo та 1,2-літровим бензиновим PureTech Hybrid, який оснащений 48-вольтовою системою м’якого гібриду. Вперше він буде доступний з акумуляторною електричною силовою установкою потужністю 83 кВт (113 к.с.) і запасом ходу на електротягі понад 300 км.

#### Двигуни
Бензиновий
- 1.2 Turbo THP (EB2LTED) І3 101 к.с.

Бензинові Hybrid 48V
- 1.2 Turbo THP (EB2LTEDH2) І3 136/145 к.с.

Електричний
- e-136 113 к.с. + батарея 44.2 кВт

### Азія, Африка та Латинська Америка (з 2023)

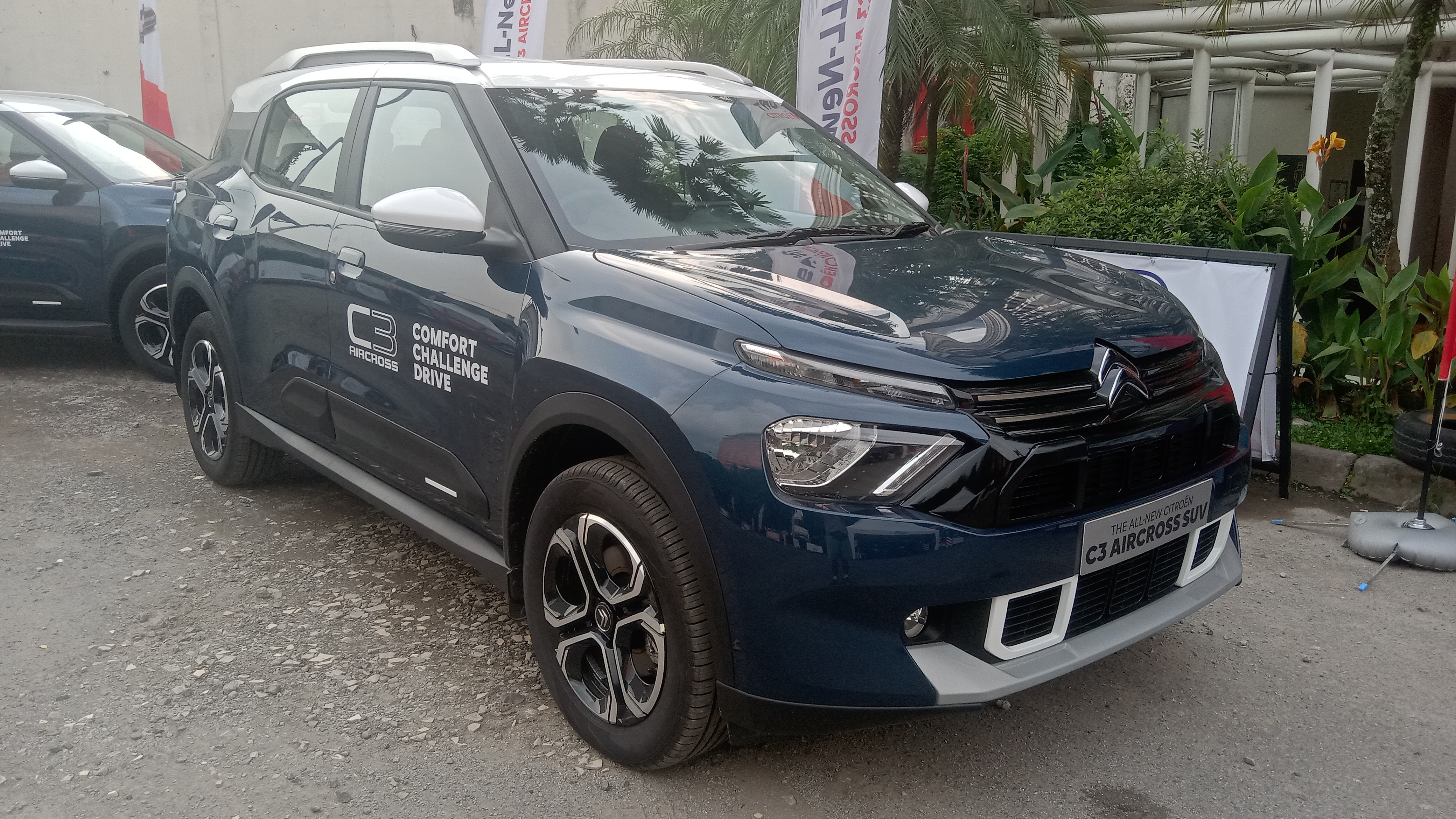
Citroën C3 Aircross 1.2 PureTech

27 квітня 2023 року Citroën представив друге покоління C3 Aircross в Індії та Бразилії. У порівнянні зі своїм попередником, модель другого покоління значно більша зі збільшеною на 160 мм довжиною та наявністю третього ряду сидінь. Це друга модель у програмі Citroën C-Cubed, вона має подібні елементи стилю та інтер’єру, що й у C3, і базується на платформі Smart Car, а європейська модель використовує ту саму платформу.

#### Двигуни
Бензинові
- 1.0 L T200 turbo I3 125/130 к.с.
- 1.2 L EB2DT turbo I3  110/120 к.с.
- 1.6 L VTi I4 115 к.с.